# ヴィリニュス芸術アカデミー

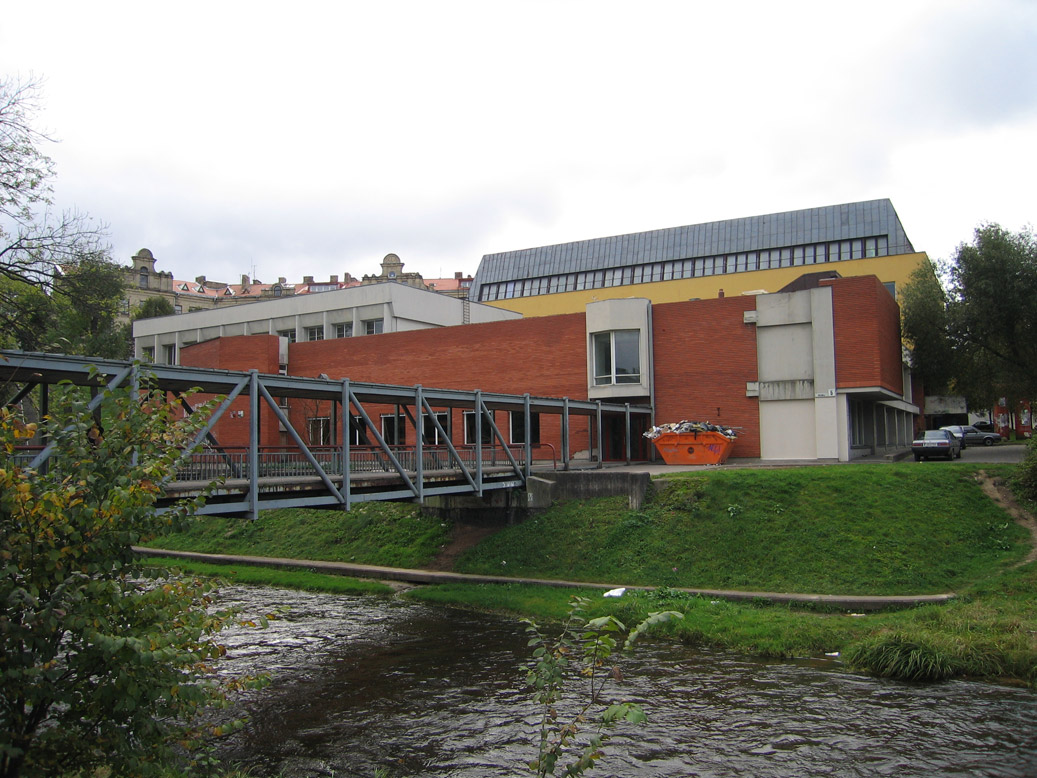
ウジュピス地区を流れるヴィルネ川の対岸から見たアカデミーの建物

ヴィリニュス芸術アカデミー（リトアニア語: Vilniaus dailės akademija、略称: VDA）はリトアニアの首都ヴィリニュスにある大学。芸術に関する様々な学位を授与している。2007年現在の学生数は1,983名（学部1,596名、修士346名、博士29名）。

## 歴史
1793年にヴィリニュス大学の一部として設立された。ナチスによる占領期には一時閉鎖されていたものの、1944年に再開校。2002年からはUNESCOと共同で研究を行っている。

## 組織
現在は以下のように組織されている。
- 建築デザイン学部（一部はクライペダにキャンパス）
- 人文社会科学部
- 視覚芸術・応用芸術学部
- カウナス芸術学部
- テルシェイ芸術学部
- 芸術史研究所

## 付属美術館
大学付属美術館には、16世紀の作品から最近の学生のものまで、約12,000もの作品が保存されている。